# Надежда Карастоянова
}}
Надежда Карастоянова е българска археоложка, специализирала в областта на археозоологията, планински водач. Главен асистент в отдел „Палеонтология и минералогия“ на Национален природонаучен музей при БАН. От 2013 г. работи като изследовател за National Geographic Channel за България. Работи и в Национален археологически институт с музей-БАН (НАИМ-БАН).

## Биография
Надежда Карастоянова е родена на 7 март 1984 г. в Дупница. През 2009 г. завършва специалност „Археология“ в Нов български университет, придобива бакалавърска степен на тема „Археологическа документация на височинни обекти“ (при научен ръководител: гл. ас. д-р Боян Думанов). През 2011 г. със специалност „Археологически изследвания – праистория“ придобива магистърска степен на тема: „Животните в ритуален контекст: Археозоологическо проучване на вкопана структура от къснонеолитния ритуален комплекс при Сърнево, Старозагорско“ (научен ръководител: доц. д-р К. Бъчваров). През 2018 г. придобива научната титла – Доктор по зоология, защитава дисертация на тема: „Развитие на лова и животновъдството и разлики в природната обстановка от късния неолит до късния халколит в Източна България по данни от археологически обекти“ (при научен ръководител: проф. д-р Николай Спасов от Национален природонаучен музей при БАН, София). През 2014 г. придобива професионалната квалификация за планински водач.
През 2014 г. е избрана за участие в телевизионната поредица Explore Bulgaria (Опознай България) за заснемане на природни и исторически забележителности в България, заедно с още четирима изследователи. Първата по рода си поредица за National Geographic Channel в България.